# Ermeo

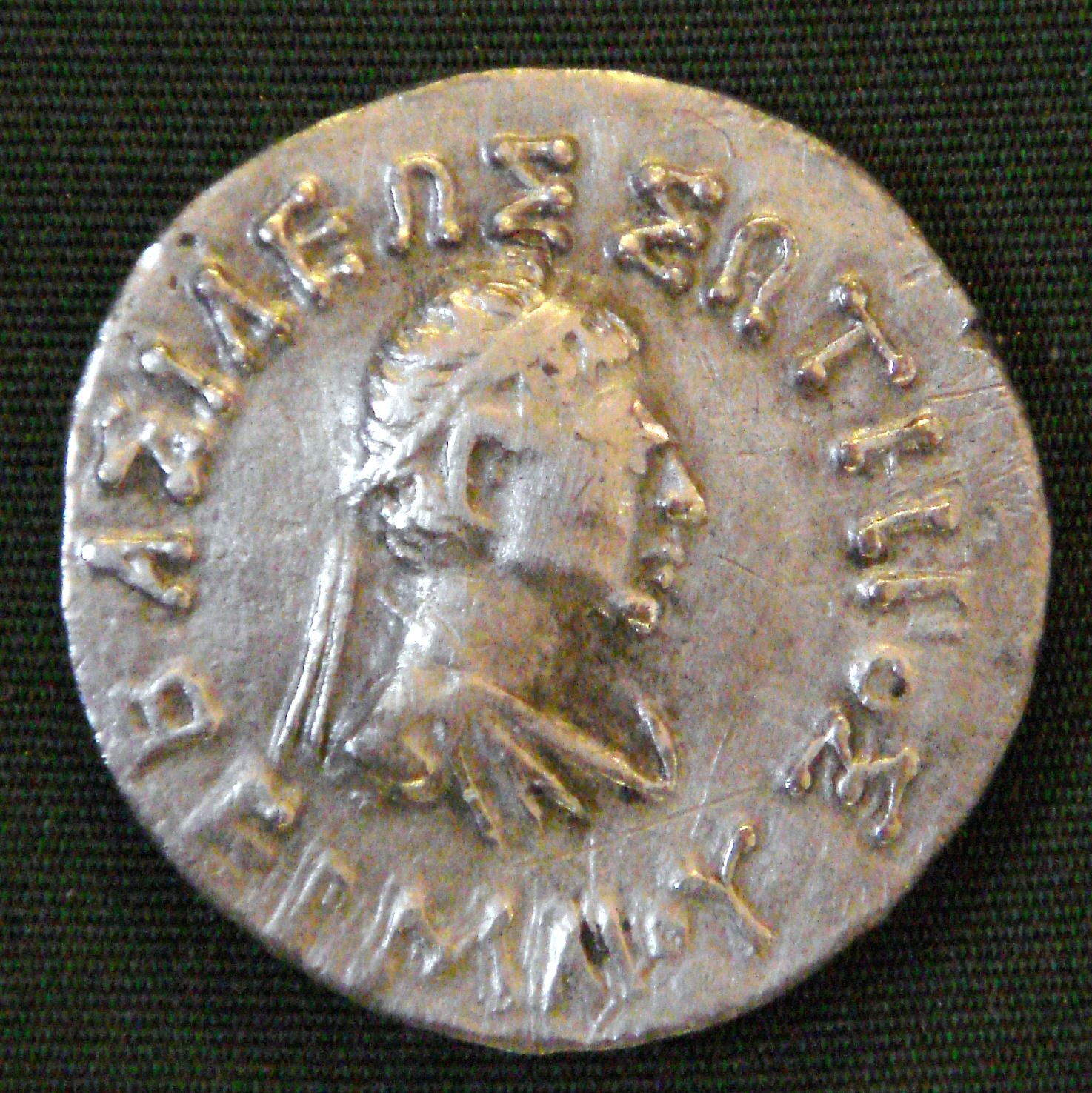
Moneta di Ermeo; Legenda greca: BΑΣΙΛΕΩΣ ΣΩΤΗΡΟΣ ΕΡΜΑΙΟΥ "Del re salvatore Ermeo". British Museum

Ermeo (in greco antico: Ἑρμαῖος ὁ Σωτήρ; Hermaios o Sotér, l'epiteto significa "il Salvatore") è stato un re indo-greco occidentale della dinastia degli Eucratidi, che governava il territorio di Paropamisade, con capitale ad Alessandria del Caucaso (vicino all'odierna Kabul, Afghanistan). Bopearachchi data Ermeo al 90-70 a.C. circa e R.C.Senior al 95-80 a.C. circa.

## Biografia
Ermeo sembra essere stato il successore di Filosseno o di Diomede, e sua moglie Calliope (in greco: Καλλιόπη) potrebbe essere stata una figlia di Filosseno, secondo Senior. A giudicare dalle sue monete, il governo di Ermeo fu lungo e prospero, ma ebbe fine quando gli Yuezhi, provenienti dalla vicina Battriana, si impadronirono di gran parte del suo regno greco nella Paropamisade, intorno al 70 a.C. Secondo Bopearachchi, questi nomadi erano gli Yuezhi, gli antenati dei Kushan, mentre Senior li considera Saci.

### Contatti con la Cina
Un resoconto storico cinese del cap. 96A dello Hanshu potrebbe essere collegato a Ermeo, anche se si tratta di un'ipotesi molto speculativa e il resoconto si riferisce più probabilmente a re saci successivi. La cronaca racconta come un re che potrebbe essere identificato come Ermeo ricevette il sostegno dei cinesi contro gli occupanti indo-sciti e potrebbe spiegare perché il suo regno fu improvvisamente così prospero nonostante il generale declino degli indo-greci durante il periodo. I documenti cinesi collocano le date di Ermeo più avanti, con il suo regno che termina intorno al 40 a.C..
Secondo lo Hanshu, cap. 96A, Wutoulao (Spalirises?), re di Jibin (Kophen, alta valle di Kabul), uccise alcuni inviati cinesi. Dopo la morte del re, suo figlio (Spaladagames) inviò un inviato in Cina con dei doni. Il generale cinese Wen Zhong, comandante della zona di confine nel Gansu occidentale, accompagnò la scorta al ritorno. Il figlio di Wutoulao complottò per uccidere Wen Zhong. Quando Wen Zhong scoprì il complotto, si alleò con Yinmofu (Ermeo?), "figlio del re di Rongqu" (Yonaka, i greci). Attaccarono Jibin (forse con l'appoggio degli Yuezhi, alleati dei cinesi dal 100 a.C. circa, secondo lo Hanshu) e uccisero il figlio di Wutoulao. Yinmofu (Ermeo?) fu quindi insediato come re di Jibin, come vassallo dell'Impero cinese, e ricevette il sigillo cinese e il nastro di investitura.
In seguito lo stesso Yinmofu è ricordato per aver ucciso degli inviati cinesi durante il regno dell'imperatore Yuandi (48-33 a.C.), poi inviò degli inviati per scusarsi con la corte cinese, ma fu ignorato. Durante il regno dell'imperatore Chengdi (51-7 a.C.) furono inviati altri ambasciatori, ma furono respinti perché giudicati semplici commercianti.

### Collegamenti con gli Yuezhi
Questi eventi potrebbero aver dato il via a un'alleanza tra i Greci e gli Yuezhi (forse addirittura un'alleanza dinastica), spiegando perché gli Yuezhi guadagnarono la preminenza dopo il regno di Ermeo, perché i loro sovrani, come Heraios, coniarono allora monete in modo molto fedele alla tipologia greca e perché il primo imperatore kushan Kujula Kadphises si associò a Ermeo sulle sue monete, in un modo caratteristico di un sovrano che affermava il proprio lignaggio, consolidando la propria legittimità.
In ogni caso, gli Yuezhi-Kushan mantennero una stretta interazione culturale con i Greci fino al III secolo d.C..
Data l'importanza di Ermeo per i governanti nomadi, è possibile che lo stesso Ermeo fosse in parte di origine nomade.